# پلسال
پلسال (به انگلیسی: Pelsall) یک شهرک در بریتانیا است که در کلان‌شهر مستقل والسال واقع شده‌است. پلسال ۱۱٬۵۰۵ نفر جمعیت دارد.